# Kosteletzkya
Kosteletzkya o Kosteletskia és un gènere de plantes amb flors dins la família Malvaceae que inclou K. virginica. Compta amb unes 30 espècies distribuïdes per tot el món. Als Països Catalans es troba l'espècie K. pentacarpos. És originari d'Amèrica amb una espècie d'Àfrica tropical. Va ser descrit per Karel Bořivoj Presl i publicat en Reliquiae Haenkeanae 2(2): 130 - 131, l'any 1835. L'espècie tipus és Kosteletzkya sagittata C.Presl.

## Etimologia
Aquest gènere va ser separat del gènere Hibiscus el 1835 per C.Presl, i rebé el nom del se compatriota Vincenz F. Kosteletzky (1801-1887).

## Espècies seleccionades
- Kosteletzkya acuminata Britten
- Kosteletzkya depressa (L.) O.J.Blanch., Fryxell i D.M.Bates
- Kosteletzkya paniculata Benth.
- Kosteletzkya pentacarpos Ledeb., inclosa en l'Annex II de la Directiva Hàbitat.[2]
- Kosteletzkya virginica (L.) C.Presl ex A.Gray